# Die traurige Geschichte von Friedrich dem Großen
Die traurige Geschichte von Friedrich dem Großen ist die 1983 geschaffene Aufzeichnung des Fernsehens der DDR einer Inszenierung Alexander Langs des gleichnamigen Fragments von Heinrich Mann, mit dem Versuch einer Ergänzung von Alexander Lang, im Berliner Theater in der Akademie mit dem Ensemble des Deutschen Theaters.

## Handlung
Kronprinz Friedrich steht auf dem Exerzierplatz, um sein militärisches Können und das seiner Soldaten zu verbessern. Dabei beobachtet ihn sein Vater Friedrich Wilhelm I., der im Gespräch seinen Sohn darauf hinweist, dass er nicht dessen Papa, sondern sein König ist. Beim Durchzählen seiner Langen Kerls stellt er fest, dass einer von ihnen fehlt. Es ist der Türke, der aber bereits wieder eingefangen wurde, wie der verantwortliche Leutnant klarstellt. Die Bestrafung mit 25 Stockhieben wird sofort vollzogen, wobei der Kronprinz bei jedem Schlag zusammenzuckt, als hätte er ihn selbst erhalten.
Zum Abendessen treffen sich der König, seine Ehefrau Sophie Dorothea, Prinzessin Wilhelmine und der Kronprinz. Der König holt, wie immer, zum verbalen Rundumschlag gegen seine Familie aus, muss sich aber von seiner Frau sagen lassen, dass das Haus Hannover das erste Haus in Deutschland ist und seine größte Tugend der Gehorsam ihr gegenüber sei. Darauf antwortet er, wer befehlen will, muss auch gehorsam sein. Nur mit seinem Sohn hat er wieder ein Problem, den er zur Strafe in eine Ecke stellt und deshalb von seiner Frau darauf hingewiesen wird, dass dieser kein Kind mehr ist und man einen Offizier nicht so erniedrigt. Der Kronprinz fühlt sich nun entehrt und geht in seine Gemächer, um sich die Tragödien von Voltaire vorzusprechen, worin ihn seine Schwester unterstützen will. Der König nutzt die Gelegenheit endlich mit seiner Frau allein zu sein, um mit ihr ein weiteres Kind zu zeugen, aber nur, nachdem er sich vorher ein, die Augen verdeckendes, Tuch über seinen Kopf gelegt hat. Anschließend informiert er die Königin, dass er mit sofortiger Wirkung seinem verweichlichten Sohn zwei preußische Offiziere zur Seite stellen will, die aus dem Schwächling einen Mann machen sollen.
Das Königspaar geht mit seiner Tochter im Park spazieren, während die Königin erzählt, dass sich ihr Bruder  Georg II., König von England, noch überlegt, ob er ihre zwei Kinder mit den seinen verloben soll. Der Preußenkönig braucht das englische Bündnis, um gegen den Kaiser stark zu sein, das heißt, die Kinder müssen miteinander verheiratet werden. Seine Frau erwidert ihm, dass der Krieg gegen seine Natur ist, denn er wütet doch nur im eigenen Haus. Der König ist aber immer noch der Meinung, seine Tochter hätte ihn um das englische Bündnis betrogen, da sie in den Markgrafen von Schwedt verliebt ist. Kronprinz Friedrich hört dem Gespräch heimlich zu und regt sich darüber auf, wie sein Vater bestimmen kann, dass er eine englische Prinzessin zu lieben hat. Zu seiner Freude erzählt ihm der Minister von Grumbkow, er hätte in geheimen Briefen des englischen Königs gelesen, dass dieser die vorgeschlagene Doppelverlobung abgelehnt. Während des Festessens aus Anlass des Besuchs des russischen Zaren Peter des Großen übergibt jedoch ein englischer Gesandter einen Brief Georg II. an Friedrich, in dem er seine Zustimmung zur Doppelverlobung mitteilt. Nach dem Staatsbesuch des Zaren offenbart Friedrich Wilhelm I. seinem Sohn, dass sie nach Dresden reisen. Er weiß bereits, dass der König von England die Doppelverlobung widerrufen wird, was eine Beleidigung des preußischen Königs bedeutet, weshalb er jetzt auf der Seite des Kaisers ist und die Beziehung zu dessen Getreuen, dem sächsischen Kurfürsten in Dresden, sucht. Sachsen ist in Deutschland der reichste Staat, und August der Starke wird durch die polnische Kohle noch reicher werden.
Heimlich trifft sich der Kronprinz mit dem englischen Gesandten Sir Hotham und stellt ihm seinen treuen Freund und Bewunderer von Katte vor. Er teilt dem Engländer mit, dass er fest entschlossen ist, sich sobald es möglich ist zu befreien, denn er kann die empörende Behandlung, die er täglich von seinem Vater erfährt, nicht länger ertragen. Er soll seinen Vater auf einer Reise nach Ansbach begleiten und will sich dabei nach Straßburg absetzen, um sich für mehrere Wochen in Frankreich aufzuhalten. Deshalb richtet er an Sir Hotham die Bitte, den englischen Hof um die Unterstützung des französischen Hofs während seines Aufenthalts zu bitten, was Sir Hotham aber ablehnt. Seiner Schwester erzählt er, dass er beabsichtigt, nach England zu flüchten und er sie dann mit Sicherheit nachholen wird, jedoch versucht diese, ihm dieses Vorhaben auszureden, was ihn sehr erzürnt.
Der Kronprinz ist desertiert, weshalb der König ihn verhaften ließ. Er erkennt ihn nicht mehr als seinen Sohn an, da er ihn und das ganze Haus mit diesem Schritt entehrt hat, ein solch elender Mensch ist nicht mehr wert zu leben. Auch von Katte wird als Mitwisser verhaftet, der während des Verhörs schwört, dass er nur die reine Wahrheit sagen will. Er wollte den Kronprinzen nicht denunzieren, weshalb er sein Wissen nicht preisgegeben hat, außerdem vermutete er nicht, dass Friedrich den Schritt ohne ihn machen würde. Der König befiehlt, von Katte im Beisein seines Sohnes hinzurichten, das persönliche Gnadengesuch des Vaters lehnt er ab. Nach der Hinrichtung erklärt der Kronprinz, dass er nie wieder versuchen will zu fliehen und seinem Vater immer treu und gehorsam dienen will.
Der König sitzt im Rollstuhl und hat nur noch kurze Zeit zu leben. Diese nutzt er, um in seiner letzten Lebensstunde die Herrschaft auf seinen Sohn Friedrich II. zu übertragen und alle Untergebenen zu verpflichten, auch diesem die unverbrüchliche Treue zu halten.

## Produktion
Die Premiere dieser Inszenierung fand wegen der Modernisierungsumbauten im Deutschen Theater am 5. März 1982 im Berliner Plenarsaal der Akademie der Künste der DDR (Theater in der Akademie) statt. Hier wurde auch die Vorstellung mit dem Bühnenbild und den Kostümen von Gero Troike aufgezeichnet. Die Dramaturgie lag in den Händen von Ilse Galfert.
Die Erstausstrahlung erfolgte im 2. Programm des Fernsehens der DDR am 8. Januar 1983.

## Kritik
In der Berliner Zeitung bemerkte Dieter Kranz zur Premiere: 

„Bewunderungswürdig, wie Regisseur Alexander Lang durch die Mobilisierung schauspielerischer Phantasie daraus witzsprühendes, intelligentes Theater formt. Nicht jeder Schauspieler des vielköpfigen Ensembles hat eine dankbare Rolle, aber jeder ist von der Regie einbezogen in ein übermütig entfesseltes und gleichzeitig hochdiszipliniertes, oft zeremoniell gebändigtes Spiel mit der Geschichte.“

In der Neuen Zeit äußert sich Helmut Ullrich ebenfalls zur Premiere: 

„Was bleibt, ist eine von Alexander Lang unerhört präzis erarbeitete und dann auch brillante Inszenierung. Oft derb spektakelhaft, doch weit häufiger bedeutungsvoll exakt pointiert. Oft sehr lustig, aber auch voll Entsetzen. Mit den rüden Sitten der damaligen Zeit, aber auch mit deren Zwängen, die Menschen zu Marionetten und Maschinen abgerichtet. Viel Lautes und Schrilles; Kommandogebrüll und die Herrschaft des Prügelstocks, zerbrechende Etikette bei Hofgelagen und mit wütendem Eifer exekutiertes und darin satirisch verfremdetes Militärkapellengedröhn.“